# Simfonia núm. 12 (Weinberg)
La Simfonia núm. 12, op. 114, de Mieczysław Weinberg va ser acabada el 1976 com a homenatge al seu gran amic Dmitri Xostakóvitx, mort el 9 d'agost de 1975. Es va estrenar el 13 d'octubre de 1979 i el novembre del mateix any es va realitzar un enregistrament. En tots dos casos va ser interpretada per l'Orquestra Simfònica de la Ràdio de Moscou i dirigida per Maksim Xostakóvitx, fill de Dmitri.
Aquesta és la més llarga i àmplia de les simfonies purament orquestrals de Weinberg.

## Moviments
- I. Allegro moderato
- II. Allegretto
- III. Adagio
- IV. Allegro

## Enregistraments
- 1979: Maksim Xostakóvitx. Orquestra Simfònica de la Ràdio de Moscou. Russian Disc 11010[1]
- 2012: Vladimir Lande. Orquestra Simfònica Estatal de Sant Petersburg. Naxos Records 8.573085[2]